# Paralaubuca stigmabrachium
Paralaubuca stigmabrachium és una espècie de peix cipriniforme de la família dels ciprínids que es troba a les conques dels rius Chao Phraya i Mekong.